# Промышленность Болгарии

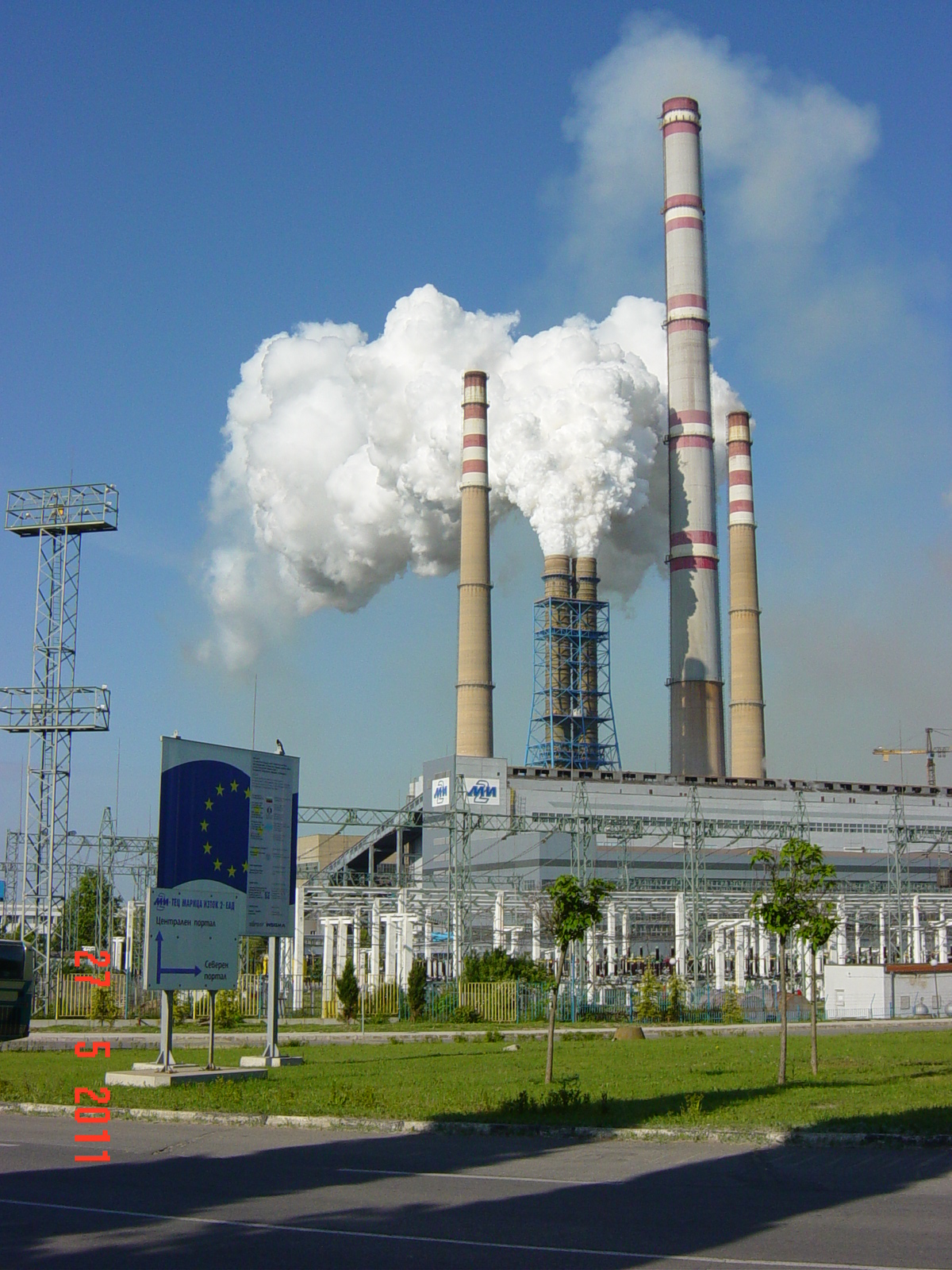
ТЭЦ Марица-изток 2 в 2011 году

Промы́шленность Болга́рии (болг. Промишленост на България) — одна из отраслей экономики Болгарии. Возникла следствие модернизации страны в конце XIX—начале XX веков. По состоянию на 2015 год промышленность и строительство составляют 67,3% от ВВП Болгарии, в данных отраслях занято 30,2% населения. Главными отраслями промышленности являются производство металлов и металлических изделий, пищевая и табачная промышленность, а также энергетическая промышленность.

## Общие сведения
Вследствие структурного кризиса 1990-х годов пострадали такие отрасли болгарской промышленности, как машиностроение, нефтехимическая и химическая промышленность, а также чёрная металлургия. В 2000-х годах начался промышленный рост, сократившийся в 2009—2010-х годах и позднее заново начавшийся на 1—3% в год. После вступления в Евросоюз, в отраслевой структуре промышленности случились значимые изменения, так главными отраслями стали производство металлов и металлических изделий (16% от стоимости промышленной продукции), пищевая и табачная промышленность (15%), энергетическая промышленность (14,4%). Чтобы привлечь в страну инвестиции и далее развивать производства, в стране (в частности в Софии, Бургасе и Варне) создаются новые промышленные и торговые зоны, техно- и бизнес-парки; по состоянию на 2015 год существовало более 60 проектов.
Для промышленности используется 68% всех хозяйственных водных ресурсов Болгарии (по состоянию на 2009 год), в данной отрасли (включая строительство) занято 30,2% населения (2015 год); промышленность и строительство составляют 27,6% от ВВП Болгарии (2015 год).

## Появление
Появление промышленности в Болгарии связано с освобождением страны от власти Османской империи и, как следствие, модернизацией, проходившей в конце XIX—начале XX веков. Развитию данной отрасли способствовал закон о поощрении промышленного производства от 1894 года. Первые предприятия были связаны с переработкой сельскохозяйственного сырья и принадлежали к текстильной и пищевой отраслям. В начале XX века в Болгарии возник ряд предприятий тяжёлой промышленности, крупнейшими из которых являлись государственные, расположенные в крупнейших городах страны (Софии, Бургасе, Варне и Русе): арсеналы, судоверфи и железнодорожные депо.

## Топливная промышленность
По состоянию на 2014 год топливно-энергетический баланс Болгарии состоит из следующих элементов: нефть и нефтепродукты (36,4 %), уголь и лигнит (33,3 %), атомная энергия (22,6 %), природный газ (5,2 %), гидроэнергия (2,5 %). Более трети первичных энергетических ресурсов являются импортными, основная их часть поступает из России (2014 год: более 4 миллиона тонн сырой нефти, 2,7 миллиарда кубических метров природного газа, 1,5 миллиона тонн каменного угля и концентрат урановых руд).
На 2013 год добыча нефти составляет 23,3 тысяч тонн. В стране действуют два нефтеперерабатывающих завода:
- Бургасский нефтехимический комбинат. Открыт в 1963 году, с 1999 года принадлежит компании Лукойл. Годовая мощность — 10,4 миллион тонн сырой нефти, производит битумы, моторное топливо, полипропилен и сжиженные углеводородные газы[1].
- Плевенский нефтеперерабатывающий завод. Открыт в 2011 году, принадлежит болгарской компании «Plama Consortium». Годовая мощность — 700 тысяч тонн сырой нефти, производит технические масла[1].

В районе Плевена и на шельфе Чёрного море около Шаблы ведётся разработка малых нефтяных месторождений.
Добыча природного газа составляет 82 миллионов кубических метров (на 2015 год; в 2014 году она составила 179 миллион кубических метров); она ведётся на шельфе Чёрного моря в районе Варны и к югу от Плевена. Добыча бурого угля сосредоточена в Восточно-Марицком (в частности, на месторождении «Мини Марица-изток») и Софийском лигнитных бассейнах, а также Перникском и Бобовдолском буроугольных бассейнах. В промежуток с 1987 по 2004 годы она сократилась с 38 миллионов до 26,5 миллионов тонн, однако выросла до 35,9 миллионов тонн в 2015 году. Недалеко от месторождений угля расположены ТЭС, на которых используется данный вид топлива, что приводит к серьёзным проблемам с экологической обстановкой ввиду высокого содержания серы в угле.

## Чёрная и цветная металлургия
Олово-цинковый комбинат в городе Рудозем.

### Комментарии
1. ↑  Здесь и далее данные приведены на 2013 год[1]